# Lambert Bos

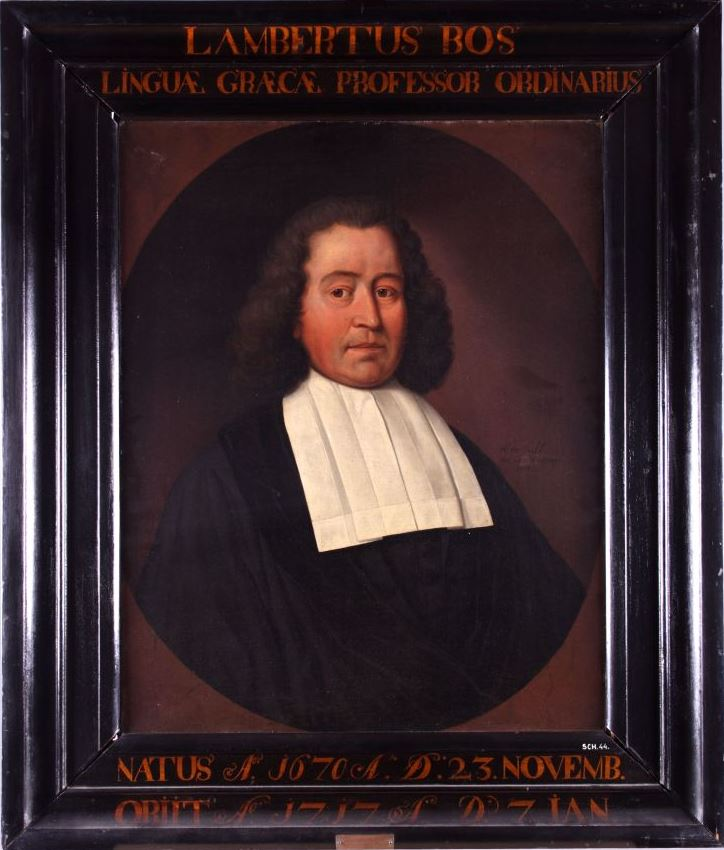
Lambert Bos

Lambert Bos (ur. 1670 w Workum w Fryzja, zm. 1717 we Francker), filolog holenderski. Profesor języka greckiego.